# لغات اشتقاقية
اللغات الاشتقاقية Fusional language حيث يُعدل (يُصَرف) الجذر (وهو المصدر (عادة يكون من ثلات أحرف) في حالة اللغة العربية) حسب نماذج (أوزان) معينة لاشتقاق معان قريبة من الجذر والإشارة للاختلافات الصغرى بين الكلمات ذات نفس الحذر أو قد تضاف على الكلمة الأصل بعض السوابق واللواحق، (مثلا : بالنسبة للعربية «ات» للإشارة إلى جمع مؤنت السالم والفرنسية يضاف الثابت post للإشارة إلى كلمة بعد Postmodernité تشير لبعد الحداثة). والصرف هو تحليل الكلمات من ناحية تركيب الكلمة ونوعها، فمثلا تقسم الكلمات إلى أسماء وأفعال، وترجع لجذور وتقاس على أوزان.
في هذه اللغات كل أو معظم الكلمات ليست ثابتة (ممنوعة من الصرف)كما هو الحال في اللغات العازلة(الصينية)التي تمثل كل كلمة فيها فكرة معينة أو اللغات اللاصقة (الهندية الأمريكية) التي يتم تركيب كلمات طويلة تكافئ جمل في اللغات الاشتقاقية.
يعتبر الفيلسوف هومبولت ومؤسس علم اللغويات الحديت اللغات الاشتقاقية أكثر تعبيرا عن الأفكار اللإنسانية لذلك نجد الشعوب الناطقة بها أنجزت الأعمال الكبرى في الفكر الإنساني. بينما تعبر اللغات العازلة عن الوجدان لذلك نجد الأعمال الأدبية الصينية الكلاسيكية أكثر تعبيرا عن الأفكار الخالصة المجردة والروحانية.
بعض اللغات الاشتقاقية : كالعربية واسعة الاشتقاق والعبرية ولغات سلافية والفرنسية وإجمالا تعتبر كل اللغات السامية واللغات الهندية الأوروبية.